# Martin-Luther-Kirche (Dewitz)

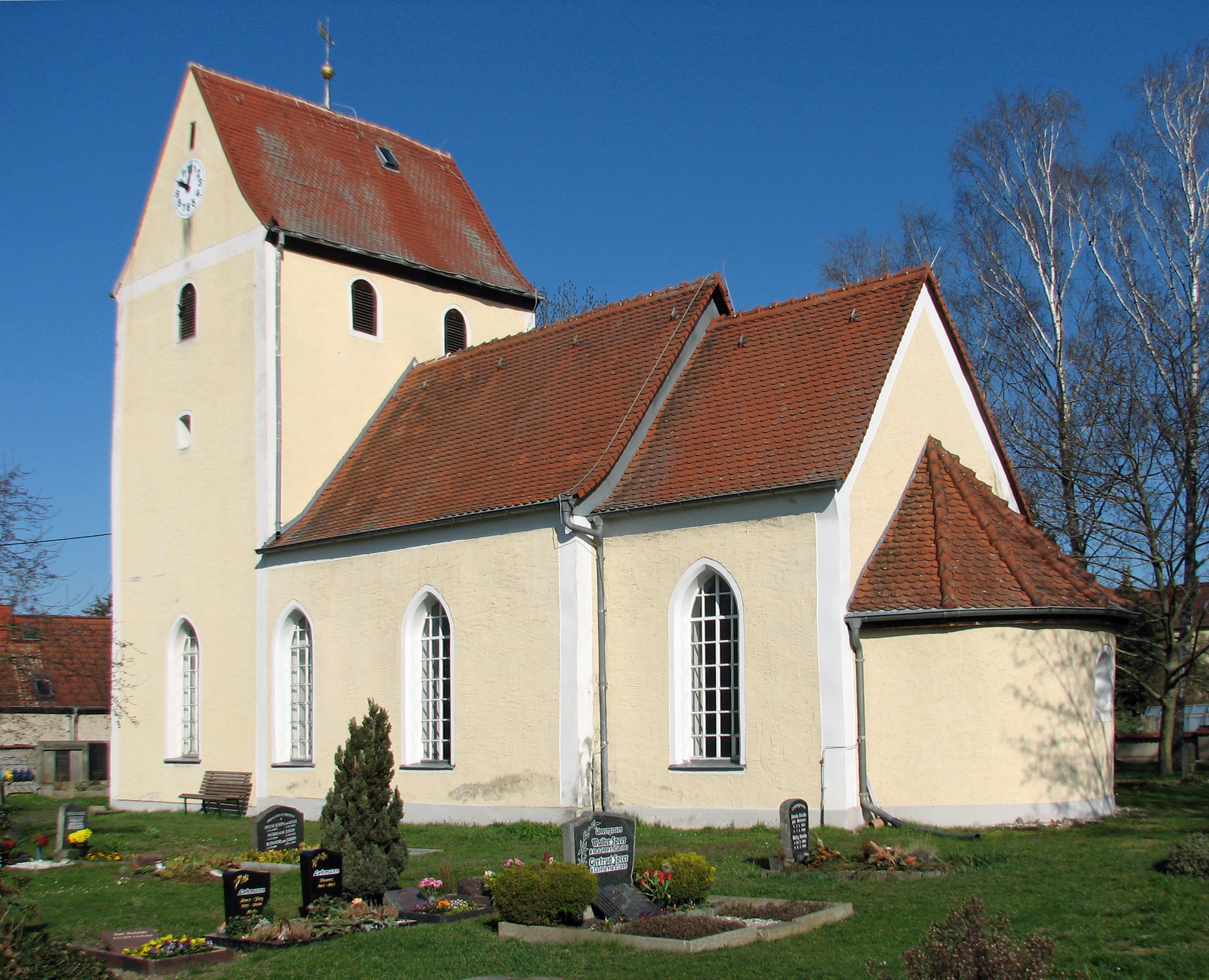
Martin-Luther-Kirche zu Dewitz (April 2021)

Die Martin-Luther-Kirche zu Dewitz ist das evangelisch-lutherische Kirchengebäude in Dewitz, einem Ortsteil von Taucha im sächsischen Landkreis Nordsachsen. Die Saalkirche ist ein Kulturdenkmal im Freistaat Sachsen und Filialkirche der Kirche Taucha im Kirchenbezirk Leipzig  der Evangelisch-Lutherischen Landeskirche Sachsens. Sie gehört traditionell zum Ortsbild. Namenspatron ist der evangelische Reformator Martin Luther.

## Bauwerk

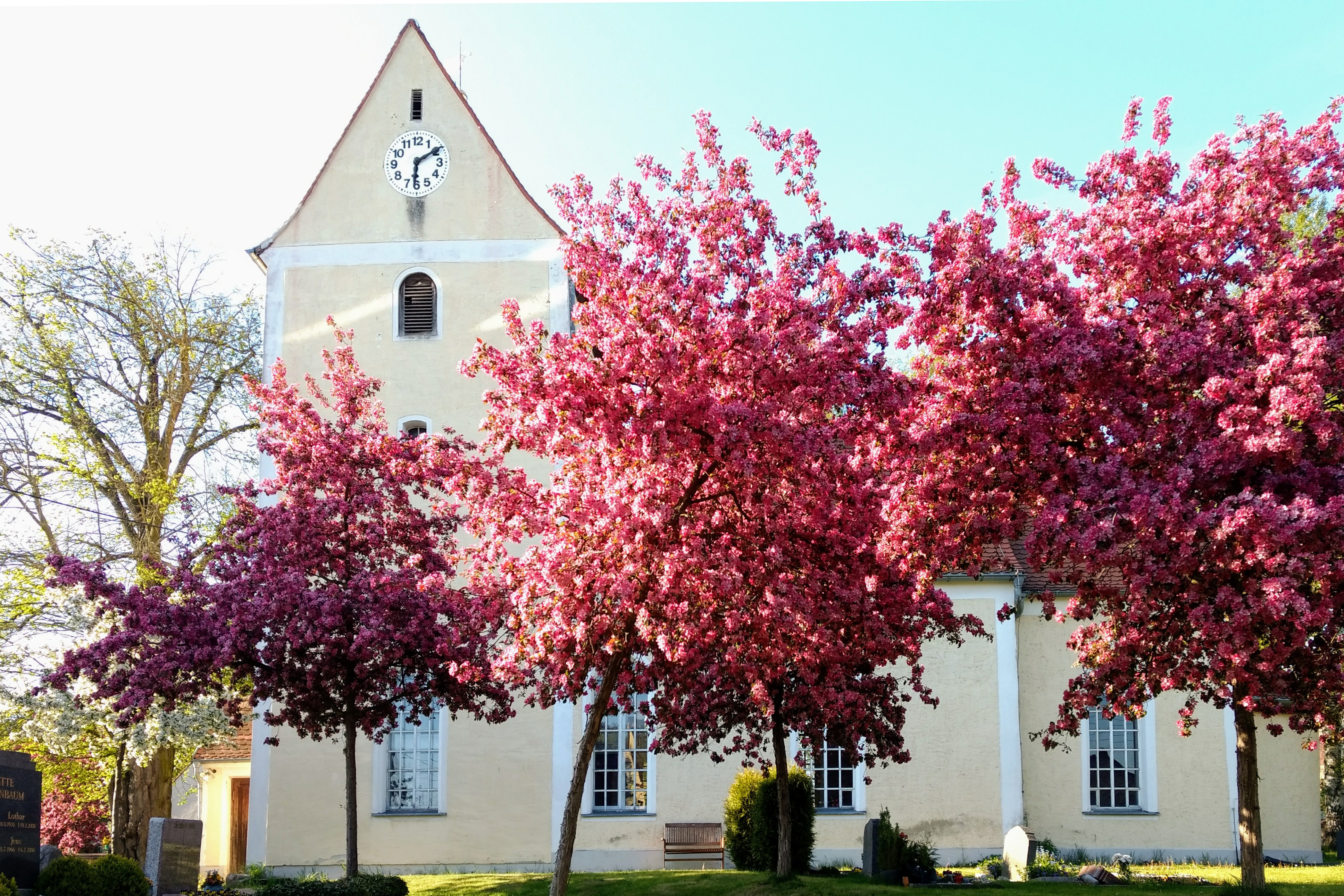
Seitenansicht im Frühling

Auf einer kleinen Anhöhe steht in Dewitz die aus Feldsteinen errichtete Martin-Luther-Kirche, umgeben vom Friedhof mit Feldsteinmauer. Die romanische Bauform stammt aus dem 13. Jahrhundert (wohl um 1280) und blieb seitdem baulich unverändert.
In Richtung Osten befindet sich die halbkreisförmige Apsis, dieser folgt ein rechtwinkliger Altarraum. An dessen Nordseite folgt die Sakristei, die in der Tonne überwölbt ist. Dem Altarraum folgt ein breiteres Kirchenschiff. Abgeschlossen wird die vollständige Anlage vom gedrungenen Westturm der Kirche mit dem Eingangsbereich.
Vielfältige Sanierungs- und Restaurierungs-Arbeiten erfolgten in der jüngeren Vergangenheit, so im Jahr 2022 die Außensanierung mit Kosten von rund 130.000 Euro.

## Ausstattung
Schmuckstück der Kirche ist die polygonale Kanzel mit der gemalten Darstellung von Moses mit den Gesetzestafeln und Christus als Weltenrichter. Die Entstehungszeit der Kanzel liegt um 1650. Sie ist aus der Kirche Kulkwitz-Knautnaundorf nach Dewitz gekommen.
Aus dem 16. Jahrhundert stammen zwei 47 Zentimeter hohe Bronzeleuchter mit drei Knaufen als Altarschmuck.

## Orgel
Die Orgel umfasst sieben Register auf einem Manual und Pedal. Sie steht auf der niedrigen Westempore und füllt diese bis zur flachen Decke aus. Laut Handbuch über die Orgelwerke in der Kreishauptmannschaft Leipzig (1905) von Fritz Oehme erwarb die Kirchgemeinde Dewitz die Orgel 1853 von der zweiten Bürgerschule in Leipzig, wo sie zuvor erklang. Zuschreibung, Form und Klanggestaltung legen deren Entstehung am Anfang des 19. Jahrhunderts nahe. Das schlichte, dreiteilige Gehäuse mit niedrigeren Seitenfeldern ist typisch für Westsachsen und Ostthüringen in der Zeit um 1800.
Orgelbauer war Johann Gottlieb Mauer. Als Schwiegersohn von Johann Christian Immanuel Schweinefleisch übernahm Mauer 1771 dessen Geschäft und Amt als Universitäts-Orgelbaumeister in Leipzig. Das Gehäuse dieser Orgel ist dem in Ermlitz auffallend ähnlich. Die Orgel in Dewitz mit ihrem hohen Anteil an Originalsubstanz gilt als wichtiges Zeugnis für die Übergangszeit vom Barock zur Romantik, sie ist das wohl einzig verbliebene Werk des bedeutenden Leipziger Orgelbauers in Sachsen.
Die Disposition (in Originalbeschriftung der Register) lautet:
| Manual C–d3 |          |
| Liebl: Ged: | 8 Fus    |
| Principal   | 4 Fus    |
| Kl. Gedackt | 4 Fus    |
| Fl. Douce   | 4 Fus    |
| Octave      | 2 Fus    |
| Quinte      | 1 ⁄2 Fus |
| Tremulant   |          |

| Pedal C–c1 |       |
| Octavenb.  | 8 Fus |

2007 erfolgte eine Restaurierung des Instruments. Eine baugleiche Orgel von Daniel Mau(r)er ist in Halle-Dölau in der Kirche St. Nicolai et Antonii zu finden, die zuvor in der Dorfkirche Ermlitz aufgestellt war.

## Glocken
Von den ursprünglich drei Glocken sind zwei verblieben. Die große ist 83 Zentimeter hoch und hat einen Durchmesser von 1 Meter. Die kleine stammt aus dem Jahr 1581, ist 43 Zentimeter hoch und hat einen Durchmesser von 84 Zentimeter. Neben dem Wappen der Stadt Leipzig trägt sie eine deutschsprachige Inschrift, in der Gabriel Kertzer als Pfarrer und Lorentz Bühl sowie Gregor Falcke als Kirchväter erwähnt sind.
Das Geläut besteht aktuell (Stand: August 2021) aus zwei Bronze-Kirchenglocken mit den Tönen a' -9 (aus dem 15. Jahrhundert, Gießer unbekannt) und h' -9 (1681, Gießer P. Stengel).

## Varia
- Das seit alter Zeit bestehende Kirchspiel Dewitz-Sehlis wurde in Folge der 1937 vollzogenen Eingemeindung der politischen Gemeinde nach Taucha 1938 als eigene Parochie aufgelöst. Gleichzeitig begründete die Kirchgemeinde Taucha ein Schwester-kirchverhältnis mit Dewitz. Die Dewitzer Kirche nennt sich seit dieser Zeit offiziell "Martin-Luther-Kirche" Taucha. Sehlis gilt als Filialkirche.